# Mozart y la escatología

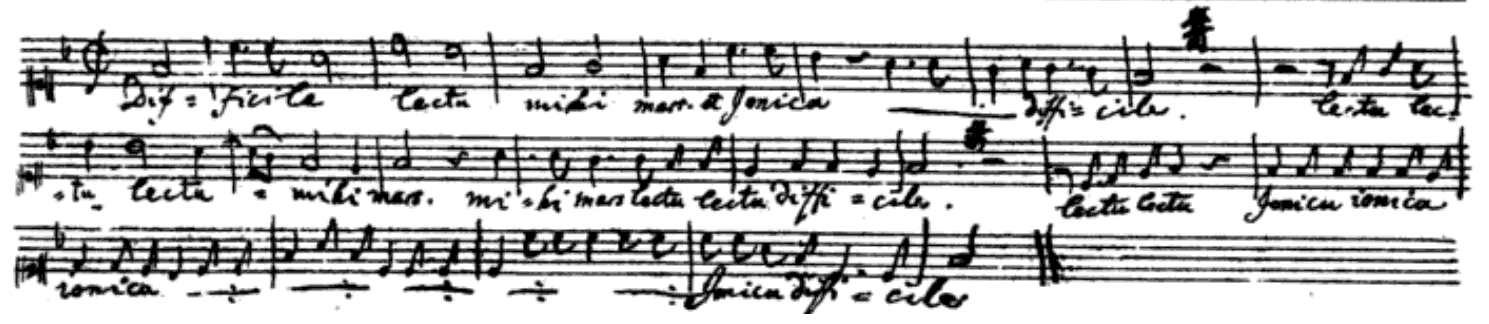
Reproducción del manuscrito original del canon Difficile Lectu de Mozart. Las palabras latinas lectu mihi mars fueron usadas por su parecido fonético con Leck du mich im Arsch, que significa ‘bésame el culo’ en alemán.

Wolfgang Amadeus Mozart usó el humor escatológico en sus cartas y en unas pocas composiciones. Durante mucho tiempo, este material ha supuesto un rompecabezas para los especialistas en Mozart. Algunos expertos ven en la recurrencia a la escatología un uso típico de la sociedad de la época, mientras que otros consideran que es el resultado de una «lista impresionante» de rasgos psicológicos que Mozart poseía.

## Ejemplos

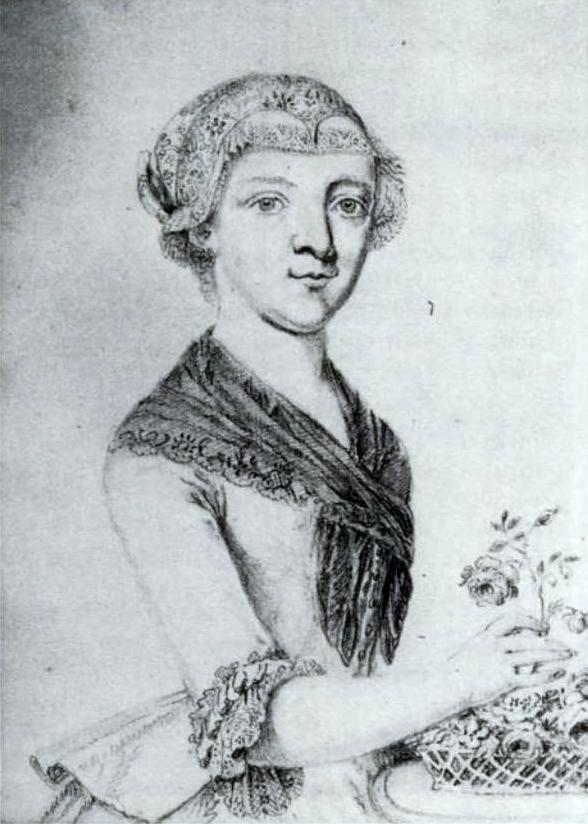
Autorretrato a lápiz de Maria Anna Thekla Mozart, de 1777 o 1778

Una carta del 5 de noviembre de 1777 escrita por Wolfgang a su prima Maria Anna Thekla Mozart constituye un ejemplo del uso que Mozart hacía de la escatología. El original en alemán está en verso:
| Lezt wünsch ich eine gute nacht scheissen sie ins bett dass es kracht schlafens gesund reckens den arsch zum mund. | Bueno, te deseo buenas noches, pero primero cágate en la cama y hazla reventar. Duerme profundamente, mi amor. En la boca te meterás el culo. |

El canon mozartiano Leck mich im Arsch, KV 231/382c, presenta esta letra: «Leck mich im A[rsch] g'schwindi, g'schwindi!», que podría traducirse como ‘¡Lámeme el culo rápido, rápido!’.

## Contexto
David Schroeder escribe:

El paso del tiempo ha creado un enorme abismo entre nosotros mismos y la época de Mozart, obligándonos a malinterpretar sus cartas escatológicas más drásticamente incluso que sus otras cartas. Simplemente, esas cartas nos avergüenzan, y hemos tratado de suprimirlas, de trivializarlas o de explicarlas fuera del canon epistolar con excusas patológicas.

Así, por ejemplo, cuando Margaret Thatcher supo de la escatología de Mozart durante una visita al teatro para ver la obra Amadeus de Peter Shaffer, el director Peter Hall relata:

A ella no le agradaba. En su mejor estilo de directora de escuela, me dio una severa reprimenda por presentar una obra que mostraba a Mozart como un diablillo escatológico [...]. «Es inconcebible —decía— que un hombre que escribió esa música tan exquisita y elegante pudiera ser así de deslenguado». Yo le dije que las cartas de Mozart demostraban que él era justo así: tenía un sentido del humor extraordinariamente infantil [...]. «Creo que no has oído lo que he dicho» —replicó la Primera Ministra. «Él no pudo haber sido así». Le ofrecí (y le envié) una copia de las cartas de Mozart al Número Diez [de Downing Street] al día siguiente; el Secretario Privado correspondiente incluso me lo agradeció. Pero fue inútil: la Primera Ministra decía que me equivocaba, y equivocado me quedé.

### Cartas
Benjamin Simkin, un médico endocrino, considera que treinta nueve de las cartas de Mozart contienen pasajes escatológicos. Casi toda esta correspondencia está dirigida a miembros de su familia, sobre todo a su padre Leopold, su madre Anna Maria, su hermana Nannerl y su prima Maria Anna Thekla Mozart. De acuerdo con Simkin, Leopold, Anna Maria y Nannerl también incluyeron humor escatológico en sus propias cartas. Así le escribió Anna Maria a su marido el 26 de septiembre de 1777 (el original en alemán está en verso):
| Adio ben mio, leb gesund Reck den arsch zum mund. Ich winsch ein guete nacht Scheiss ins beth das Kracht. | Adio ben mio, sigue bien, mi amor. En la boca tu culo meterás. Te deseo buenas noches, querido mío, pero primero cágate en la cama y hazla reventar. |

Incluso el relativamente conservador Leopold usó una expresión escatológica en una carta.
Como se ha dicho anteriormente, algunas de las cartas escatológicas de Mozart se dirigían a su prima (de la que probablemente se habría enamorado, como indica Solomon) Maria Anna Thekla Mozart; éstas son denominadas a menudo las «cartas de la Bäsle», de la palabra alemana Bäsle, que significa ‘primita’. En estas cartas, escritas después de que Mozart hubiera pasado dos agradables semanas en casa de ella, en Augsburgo, la escatología se combina con juegos de palabras y referencias sexuales.
En una de las cartas que Mozart escribió a su padre durante su estancia en Augsburgo le habla de un encuentro que Mozart y su prima tuvieron con un sacerdote llamado Padre Emilian:

[Él era] un burro arrogante y una persona simple y con poco ingenio de su profesión [...] finalmente cuando estaba un poco bebido, lo cual sucedió pronto, empezó a hablar de música. Cantó un canon, y dijo: «Nunca en mi vida he escuchado algo tan bello» [...] Empezó. Yo tomé la tercera voz, pero agregué un texto completamente distinto: «P[adre] E[milian]: oh gilipollas, lámeme el culo». Sotto voce, para mi prima. Entonces, nos reímos juntos durante otra media hora.

### Música
Las composiciones escatológicas de Mozart tenían un carácter recreativo y eran mostradas entre sus amigos. Todas ellas son cánones, en los que cada voz entra con las mismas palabras y música un momento después de la voz previa.

### Reacciones de la familia y los amigos
En 1798, Constanze envió las últimas cartas de la Bäsle que escribió su marido a los editores Breitkopf & Härtel, que en ese momento estaba reuniendo material con vistas a preparar una biografía de Mozart. En la carta de acompañamiento, Constanze escribió: «Aunque de dudoso gusto, las cartas a su prima están llenas de ingenio y merecen ser mencionadas, a pesar de que por supuesto no pueden ser publicadas en su totalidad».

### En elsigloXVIII

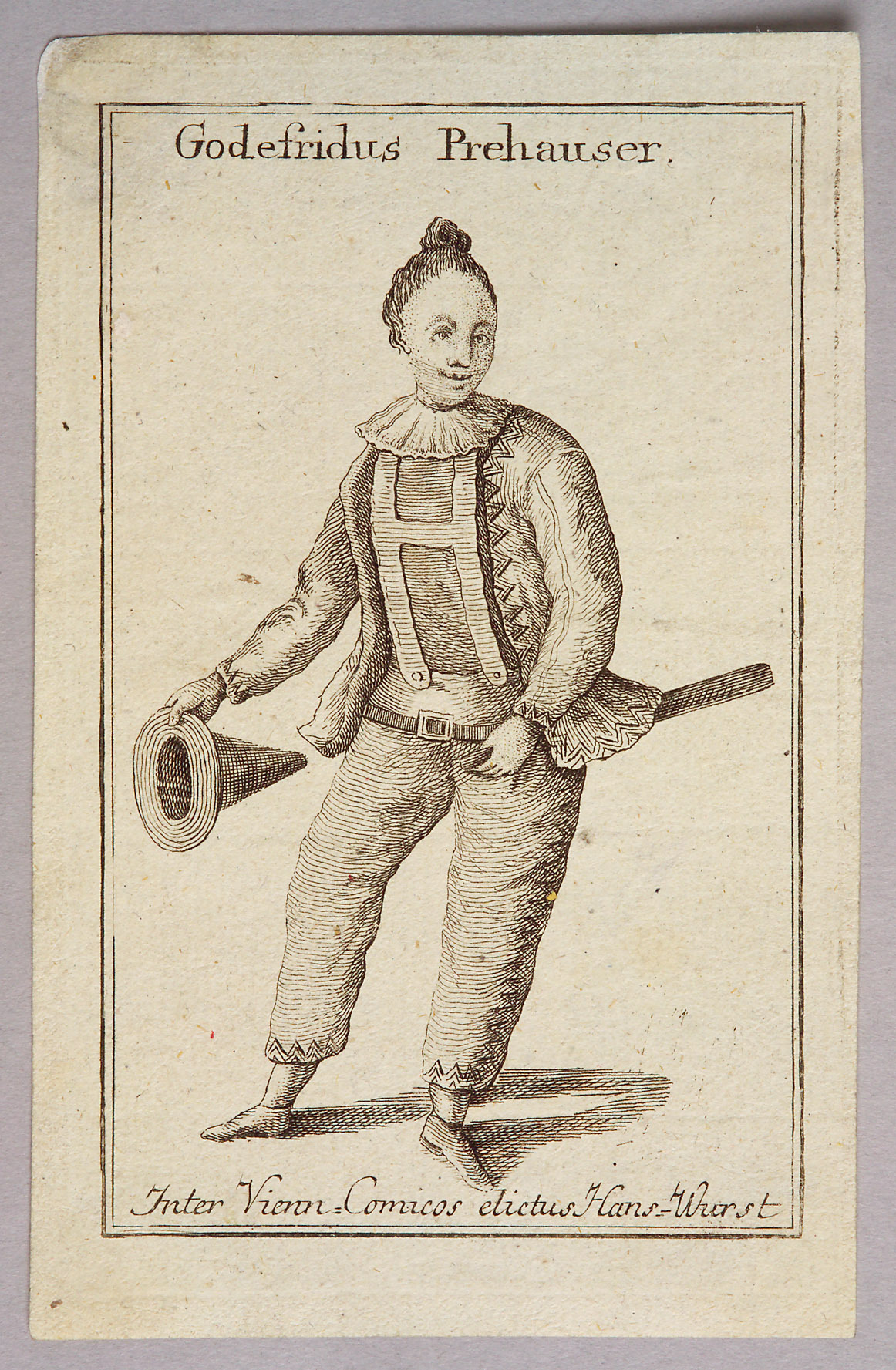
Gottfried Prehauser, actor del en Viena, en el papel de Hanswurst

Schroeder (1999) sugiere que en el siglo XVIII la escatología era mucho más común y «dominante». El teatro popular en lengua alemana de la época de Mozart estaba influido por la comedia del arte italiana y resaltó al personaje Hanswurst, un personaje basto y robusto, que entretendría a su audiencia fingiendo comerse objetos grandes e inverosímiles (por ejemplo, un becerro entero), para defecarlos a continuación.
Schroeder considera que podría haber un trasfondo político para la escatología en el teatro popular: sus espectadores vivían en un sistema de aristocracia hereditaria que los excluía de la participación política. La vulgaridad del teatro popular escatológico era un contrapunto a la refinada cultura impuesta desde las clases más altas. Una de las propias cartas de Mozart describe a los aristócratas en términos escatológicos; Mozart identificó a los aristócratas presentes en un concierto en Augsburgo (1777) como «la duquesa Palmada-culo, el conde Placer-meón, la princesa Apesto-a-caca y los dos príncipes Olla-panza de Cola-de-cerdo».

### En la cultura alemana
El folklorista y antropólogo cultural Alan Dundes sugiere que el interés o la tolerancia de las cuestiones escatológicas es un rasgo específico de la cultura nacional germana, que ha perdurado hasta nuestros días:

En la cultura popular germana, uno encuentra un número exorbitante de textos concernientes a la escatología. Scheisse (‘mierda’), Dreck (‘sucio’), Mist (‘estiércol’), Arsch (‘culo’) y otras locuciones son corrientes. Las canciones y los cuentos populares, los proverbios y, en general, todo el habla popular atestigua del especial y antiguo interés de los germanos por esta área de la actividad humana. No estoy afirmando que otros pueblos del mundo no expresen una saludable preocupación por esta área, sino más bien que los germanos parecen estar absortos con tales temas. Así, no es tanto una cuestión de diferencia cuanto de grado.

Dundes (1984) proporciona una amplia cobertura del humor escatológico de Mozart, pero también cita textos escatológicos de Martín Lutero, Johann Wolfgang von Goethe, Heinrich Heine y otras lumbreras de la cultura germana. Karhausen (1993) afirma que «la escatología era común en Centroeuropa», observando que, por ejemplo, Michael Haydn también escribió un canon escatológico.
Algunas de la frases usadas por Mozart en su material escatológico no fueron ideadas por él, sino que formaban parte del folklore y la cultura de entonces: Mieder (2003) señala que las cartas de la Bäsle implican «el intencional juego de Mozart con lo que, en su mayor parte, está preformulado en el habla popular». Un ejemplo, ofrecido por Robert Spaethling, es el origen popular que tiene una expresión vista más arriba: «Gute Nacht, scheiss ins Bett dass' Kracht», que Spaethling considera como una «rima infantil que todavía hoy es corriente en la lengua alemana de áreas meridionales». Asimismo, cuando Mozart cantó a Aloysia Weber las palabras «Leck mich das Mensch im Arsch, das mich nicht will» (‘La única que no me quiere puede lamer mi culo’) con ocasión de haber sido románticamente rechazado por ella, él estaba evidentemente cantando una melodía popular ya existente, no una canción de su propia composición.

## Consideraciones médicas
A principios del siglo XX, el escritor austriaco Stefan Zweig, que poseía una gran cantidad de manuscritos musicales, propuso que los materiales escatológicos de Mozart podrían ser interpretados como fruto de patologías psicológicas. La colección de manuscritos Zweig incluía las cartas de la Bäsle, que no habían sido publicadas en ese momento, así como las partituras autógrafas de los cánones mozartianos Difficile lectu y O du eselhafter Peierl. Zweig envió copias de las cartas de la Bäsle al célebre psiquiatra Sigmund Freud con la siguiente sugerencia: «Estas nueve cartas [...] arrojan una luz psicológicamente muy sorprendente sobre su naturaleza erótica, que, más incluso [en Mozart] que en otros hombres importantes, tiene elementos de infantilismo y coprofilia. Éste podría ser un estudio muy interesante para uno de sus alumnos».
Freud aparentemente declinó la propuesta de Zweig. Como señala Schroeder, psicobiógrafos posteriores tomaron las cartas como una evidencia de las tendencias psicopatológicas de Mozart.
Algunos autores, en la década de 1990, interpretaron el material como prueba de que Mozart padecía el síndrome de Gilles de la Tourette (TS). Simkin catalogó las cartas escatológicas y comparó la frecuencia de las mismas con vulgarismos similares de otros miembros de la familia Mozart, llegando a la conclusión de que los de Wolfgang eran mucho más frecuentes. Simkin combinó los materiales escatológicos con relatos biográficos de la época del propio Mozart que sugerían que experimentaba tics característicos del síndrome de la Tourette. Su sugerencia fue recogida por periódicos de todo el mundo, causando una repercusión internacional, y algunas páginas web han seguido alimentando la especulación al respecto.
A pesar de haber sido debatida con frecuencia, la hipótesis de que Mozart padeciera este síndrome ha sido considerada como endeble por la opinión mayoritaria en esta cuestión. En efecto, Kammer (2007) establece que la hipótesis ha sido criticada «inmediata y severamente». El comentario crítico afirma que han existido tanto un fallo en el diagnóstico como errores de los especialistas en Mozart. Kammer concluyó que «el síndrome de Tourette es un diagnóstico ingenioso pero implausible en el historial médico de Mozart». Señaló que no existían evidencias de que padeciese tics motores y la sugerencia de que tics vocales involuntarios se transfirieran a la forma escrita ha sido calificado de «problemática». El neurólogo y escritor Oliver Sacks escribió un editorial rechazando la afirmación de Simkin, y la Tourette Syndrome Association resaltó la naturaleza especulativa de esta información. Ningún experto en este síndrome u organización ha manifestado que exista una evidencia creíble como para saber a ciencia cierta que Mozart padeciera ese trastorno. Un especialista en el síndrome señaló que «aunque muchas páginas web incluyen a Mozart como individuo que tuvo el [síndrome de] Tourette y/o TOC, no está claro por las descripciones de su comportamiento que él realmente tuviera alguno».

## Materiales escatológicos

### En cartas
La recopilación elaborada por Benjamin Simkin recoge un total de cuarenta cartas con contenido escatológico que Mozart escribió a las siguientes personas:
- su padre, Leopold Mozart: veinte cartas
- su esposa, Constanze Mozart: seis cartas
- su prima, Maria Anna Thekla Mozart: seis cartas
- su hermana, Maria Anna Mozart (Nannerl): cuatro cartas
- su madre, Anna Maria Mozart: una carta
- su madre y su hermana conjuntamente: una carta
- su amigo de Salzburg, Abbé Joseph Bullinger: una carta
- su amigo el maestro de coro Anton Stoll, para quien escribió el Ave verum corpus: una carta

### En música
Los cánones escatológicos de Mozart fueron publicados después de su muerte con versiones censuradas de la letra; por ejemplo, el verso «Leck mir den Arsch fein rein» (‘Lámeme el culo bonito y limpio’) se convirtió en «Nichts labt mich mehr als Wein» (‘Nada me agrada más que el vino’). En algunos casos, solo se preservó la primera línea de la letra original escatológica. En la siguiente lista se recogen las composiciones escatológicas de Mozart, ordenadas por su número en el catálogo Köchel:
- Leck mich im Arsch (‘Lámeme el culo’), KV 231/382c, para seis voces.[nota 3] Compuesto en la década de 1780. Publicado por primera vez con la letra censurada, bajo el título Lass froh uns sein (‘Déjanos ser felices’).
- Leck mir den Arsch fein recht schön sauber (‘Lámeme el culo hasta dejarlo limpio’), KV 233/382d.[nota 4] Publicado por primera vez con la letra censurada, bajo el título Nichts labt mich mehr als Wein (‘Nada me agrada más que el vino’). La música de este canon se atribuyó en un principio a Mozart, pero Wolfgang Plath demostró en 1988 que su verdadero autor fue Wenzel Trnka, originalmente sobre la letra italiana Tu sei gelosa, è vero[32] (‘Tú eres celosa, es verdad’). Como señalan los editores de la Neue Mozart Ausgabe, la composición casi podría considerarse una obra de Mozart, pero como autor de la letra y no de la música.[33]
- Bei der Hitz im Sommer eß ich (‘En el calor del verano como’), KV 234/382e.[nota 5] Como ocurre con el KV 233, la música no es de Mozart; originalmente era el canon So che vanti un cor ingrato (‘Sé que cuentan con un corazón ingrato’), de Wenzel Trnka, al que Mozart adaptó la letra alemana, de la cual sí es autor.
- Gehn wir im Prater, gehn wir in d'Hetz, KV 558, para cuatro voces.[nota 6] Compuesto en 1788 o antes.
- Difficile lectu mihi Mars, KV 559, para tres voces.[nota 7] Compuesto entre 1786 y 1787.
- O du eselhafter Peierl (‘Oh tú tonto Peierl’), para cuatro voces, KV 560a/KV 559a.[nota 8] Compuesto entre 1786 y 1787. Existen una versión revisada ligeramente, O du eselhafter Martin, que está catalogada como KV 560b.
- Bona nox (‘Buenas noches’), KV 561, para cuatro voces.[nota 9] Compuesto en 1788 o antes.